# Исмаил (имя)
Исмаи́л, Измаил, Ишмаэль (араб. إسماعيل‎) — мужское имя. 

## Известные носители
- Исмаил — исламский пророк, сын пророка Ибрахима (Авраама), отождествляется с ветхозаветным патриархом Измаилом.
- Исмаил ибн Джафар (719—?) — имам исмаилитов.
- Исмаил Самани (849—907) — эмир из династии Саманидов, основатель феодального государства в Средней Азии.
- Абу-ль-Фида Исмаил ибн Али (1273—1331) — арабский историк и географ.
- Исмаил I (1487—1524) — шахиншах Ирана, основатель династии Сефевидов.
- Исмаил (султан Марокко) (Мауля Исмаил) (ок. 1646—1727) — султан Марокко из династии Филалидов (Алавитов).
- Мулай Исмаил ибн Шериф — султан Марокко с 1672 по 1727 год.

## Фамилии
- Исмаилов
- Исмагилов
- Измайлов